# Jens Jønsson
Jens Jønsson (* 10. ledna 1993, Aarhus) je dánský fotbalový obránce a mládežnický reprezentant, který hraje od roku 2012 v klubu Aarhus GF.

## Klubová kariéra
Jønsson začal svou profesionální kariéru v dánském klubu Aarhus GF, do A-týmu se dostal v červnu 2011.

## Reprezentační kariéra
Jønsson hrál za mládežnické reprezentace Dánska U16, U17, U19 a U20. Ve výběru U21 debutoval 21. 3. 2013 v zápase v Tours proti domácímu týmu Francie (prohra 1:3).